# Tanner Houck
Tanner Lee Houck (29 de junio de 1996) es un lanzador de béisbol profesional estadounidense de los Boston Red Sox de Grandes Ligas (MLB). Fue reclutado por los Medias Rojas con la selección general número 24 en el draft de la MLB de 2017.

## Carrera amateur
Houck asistió a la escuela secundaria de Collinsville en Collinsville, Illinois. Fue seleccionado por los Toronto Blue Jays en la ronda 12 del draft de la MLB de 2014, pero no firmó y asistió a la Universidad de Misuri para jugar béisbol universitario. Como estudiante de primer año en Missouri, en 2015, Houck inició 15 juegos, con marca de 8–5 con un promedio de carreras limpias (ERA) de 3.49 y 91 ponches y solo 12 bases por bolas en 100 entradas y dos tercios. En su segundo año, Houck inició 15 juegos y tuvo marca de 5-6 con efectividad de 2.99 y 106 ponches.

## Carrera profesional
Houck fue seleccionado por los Boston Red Sox con la selección número 24 en el draft de la MLB de 2017. Firmó el 21 de junio de 2017 y fue asignado a los Lowell Spinners de temporada corta de Clase A, donde pasó toda la campaña, registrando un récord de 0-3 con una efectividad de 3.63 en 22 entradas y un tercio. En 2018, jugó con los Medias Rojas de Salem Clase A-Avanzado, donde tuvo un récord de 7-11 con una efectividad de 4.24 en 23 aperturas.
En 2019, comenzó con Double-A Portland Sea Dogs, y fue ascendido a Triple-A Pawtucket Red Sox el 13 de julio. En general, durante 2019, Houck tuvo marca de 8–6 con efectividad de 4.01 y 107 ponches en 107 entradas y 2 tercios. Después de la temporada regular de 2019, Houck hizo 6 aperturas para los Peoria Javelinas de la Arizona Fall League.
Durante la temporada 2020 de la MLB con inicio retrasado, Houck ganó su debut en la MLB contra los Miami Marlins el 15 de septiembre, permitiendo dos hits y ninguna carrera en cinco entradas lanzadas y ponchando a siete bateadores.
Houck se convirtió en el cuarto jugador en la historia de los Medias Rojas en ponchar a siete o más bateadores y no permitir ninguna carrera en un juego de debut en la MLB. En la segunda apertura de Houck, contra los Yankees de Nueva York el 20 de septiembre, tomó un juego sin hits en la sexta entrada y salió del juego después de esa entrada después de haber limitado a los Yankees a un hit y una carrera sucia. En general con los Medias Rojas de 2020, Houck apareció en tres juegos (todos como abridor), compilando un récord de 3-0 con efectividad de 0.53 y 21 ponches en 17 entradas lanzadas. Después de la temporada 2020, Baseball America clasificó a Houck como el prospecto número ocho de los Medias Rojas.
Houck comenzó la temporada 2021 en la lista activa de Boston; perdió una apertura e hizo una aparición como relevista antes de ser enviado al sitio de entrenamiento alternativo del equipo el 7 de abril. Fue llamado para comenzar un juego de una doble cartelera contra los Medias Blancas de Chicago el 18 de abril, asumiendo la derrota. Houck fue nuevamente llamado por los Medias Rojas el 16 de julio, ganando su primer salvamento en las Grandes Ligas esa noche, lanzando las últimas tres entradas de una victoria por 4-0 sobre los Yankees en El Bronx. Fue seleccionado y retirado de la Triple-A Worcester Red Sox varias veces durante julio y agosto. En general, durante la temporada regular, Houck hizo 18 apariciones (13 aperturas) para Boston, compilando un récord de 1-5 con efectividad de 3.52; ponchó a 87 bateadores en 69 entradas.

## Carrera internacional
En el verano de 2015, Houck jugó para la selección nacional universitaria de Estados Unidos. Contra Cuba, Houck, AJ Puk y Ryan Hendrix se combinaron para lanzar un juego sin hit ni carreras.
En octubre de 2019, Houck fue seleccionado para el equipo nacional de béisbol de los Estados Unidos para el torneo WBSC Premier12 de 2019.

## Vida personal
Mientras Houck era estudiante de primer año en la escuela secundaria, su familia adoptó a una niña de 4 años, lo cual lo motivó a convertirse en partidario de la adopción En 2020 Houck se comprometió con la organización benéfica Pitch for Adoption que donaría $ 100 por cada bateador retirado por la vía del ponche.